# Йоахаз
Йоаха́з (івр. יְהוֹאָחָז той, якого зміцнює Бог, † 801 або 798 до н. е.) — цар Ізраїлю, син і наступник Єгу, що правив Самарією 17 років (Біблія: 4Цар 13: 1). Час його правління визначають як 815—801 до н. е., 814—798 до н. е., або 817—801 до н. е.. Як покарання за своє ідолопоклонство він зазнав нападу Газаїла і Венадада, царів сирійських, що з усієї його величезної армії залишилося тільки 50 вершників, 10 колісниць і 10 000 воїнів. Його спадкоємець — Йоас, відібрав у сирійців втрачені батькові землі. (4Цар 13:25).